# کتیبه تنگ المون

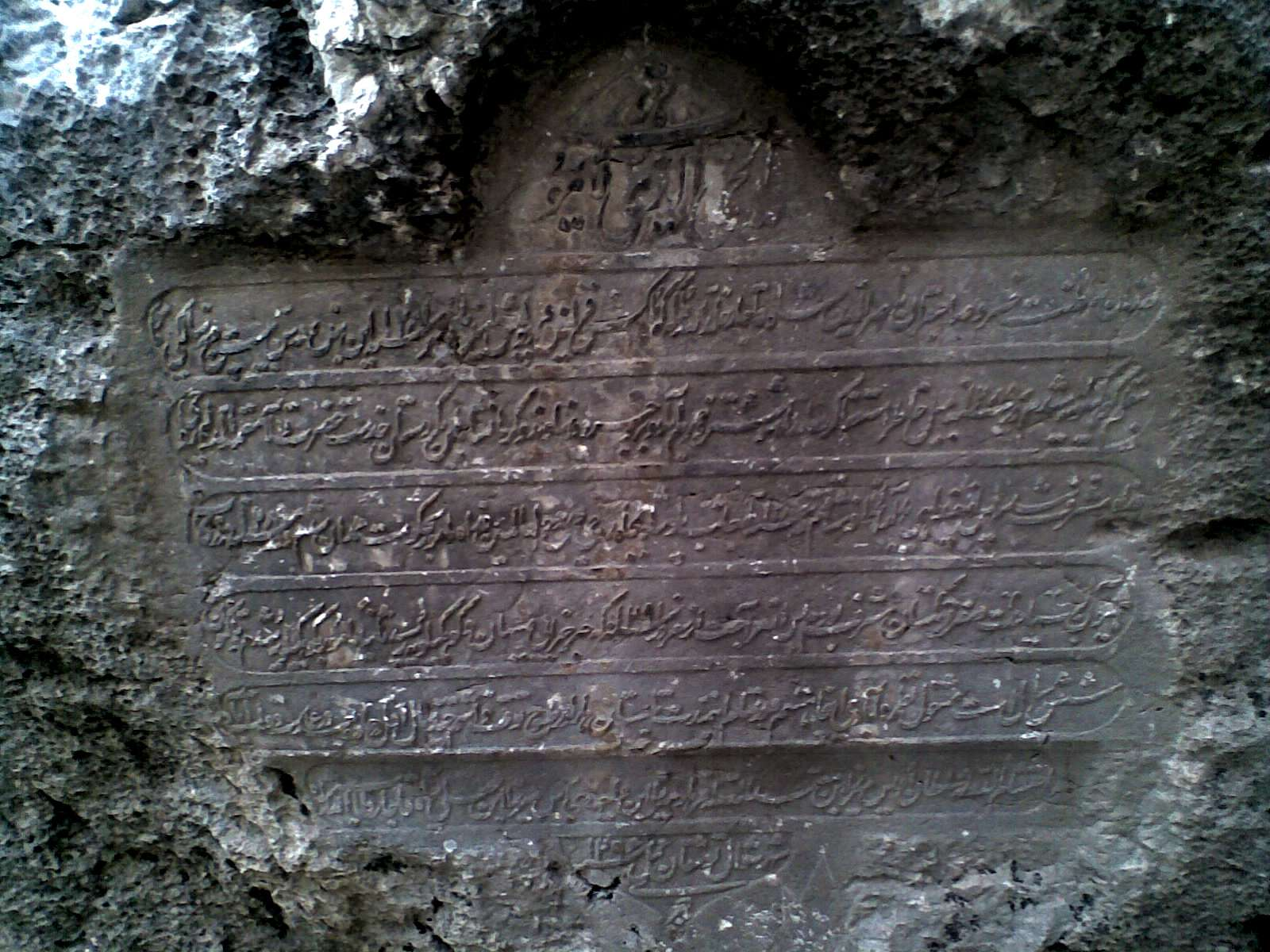
کتیبه

کتیبه تنگ المون مربوط به دوره قاجار است و در شهرستان چرام، بخش مرکزی، ۲ کیلومتری شمال روستای تسوج واقع شده و این اثر در تاریخ ۲۲ آبان ۱۳۸۶ با شمارهٔ ثبت ۱۹۹۴۵ به‌عنوان یکی از آثار ملی ایران به ثبت رسیده است.